# Torello (Castel San Giorgio)
Torello è una delle 11 frazioni che costituiscono il Comune di Castel San Giorgio, in provincia di Salerno.

## Geografia fisica
Essa si trova nella zona nord della cittadina, ed è praticamente formata "in salita", tant'è che il suo abitato si inerpica sino alla collina.

## Storia e stemma
Le prime notizie del toponimo Torello si trovano in un documento nel Codex diplomaticus Cavensis (VOL.6, 193) datato 1042, in cui si fa riferimento ad un luogo situato entro i confini di Nocera, presso Siano, chiamato Torello (infra fines de nucerie,[..] torellum vocatur). Da un altro documento del 1178 si legge che il prete Jacopo De Cicerone offre allo stesso Abate un castagneto ad Turullum (Torello).
L'illustre famiglia Normanna dei Budetta a partire dal XII secolo si stabilì nella parte orientale dell'Agro nocerino, infeudandosi tutto quel tratto che è tra Lanzara, Siano, Roccapiemonte e Materdomini. Capostipite di essa fu Wirifrider uno dei prodi Cavalieri Normanni. Fu potentissima al tempo delle dominazioni Sveva, Angioina ed Aragonese, e fin da quei tempi ebbe diversi feudi, tra i quali quello di San Giorgio. Il Villaggio si trova denominato Budetta fin dai tempi remoti, e nel 1347 Filippo Budetto, per concessione della Regia Corte, ne riceveva l'investitura da Tommaso di S. Severino, Gran Contestabile del Regno. Da Filippo passò a Luigi, suo figlio, e da costui, alla sua primogenita, Margherita, quando andò in sposa a Guglielmo della illustre famiglia Pandone.
I cognomi più diffusi del borgo, documentabili dai registri parrocchiali della Chiesa di Santa Barbara a partire dalla seconda metà del '500, sono Falco, Galluzzo, Zambrano, Amabile, Rescigno, Mazzariello, Capuano, Costabile, e tante altre antiche famiglie.

## Monumenti e luoghi d'interesse
Molto importante è la Chiesa di Santa Barbara, situata in un bellissimo scenario roccioso e che è stata in passato scelta per ospitare alcuni eventi, tra cui un concerto del cantautore Francesco De Gregori.

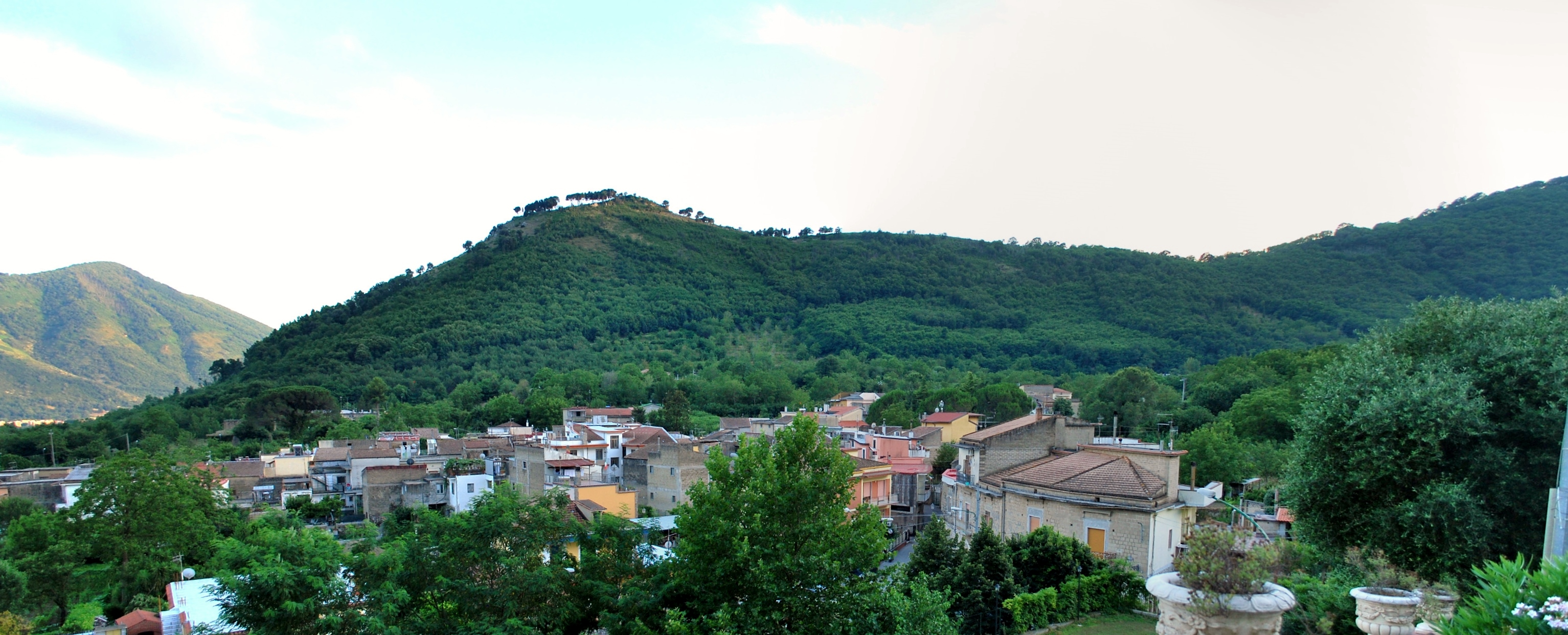
Torello

## Manifestazioni
A Torello si tiene anche la Sagra del Cavatiello e dello Stoccafisso che attrae numerosi visitatori ed appassionati di gastronomia.